# 인도 총리
인도 총리(힌디어: भारत का प्रधानमन्त्री 바라트 케 프라다나만트리, 영어: Prime Minister of India)는 인도의 정부수반이다. 임기는 일반적으로 5년이며 중임 가능하다. 현 인도 총리는 나렌드라 모디이다. 모디 총리는 지난 2014년 5월 26일 취임하였다.
초대 총리는 자와할랄 네루로 인도가 독립한 1947년 취임하여 1964년까지 재임하였다. 두 차례 총리를 지낸 인물로는 인디라 간디(1966~1977, 1980~1984)와 아탈 비하리 바지파이(1996, 1998~2004) 총리 등이 있다.

## 역대 총리
| 대수      |  | 초상 | 이름                      | 취임일           | 퇴임일           | 정당                |
| --------- |  | ---- | ------------------------- | ---------------- | ---------------- | ------------------- |
| 1         |  |      | 자와할랄 네루             | 1947년 8월 15일  | 1964년 5월 27일  | 인도 국민회의       |
| 임시 전력 |  |      | 굴자릴랄 난다             | 1964년 5월 27일  | 1964년 6월 9일   | 인도 국민회의       |
| 2         |  |      | 랄 바하두르 샤스트리      | 1964년 6월 9일   | 1966년 1월 11일  | 인도 국민회의       |
| 3         |  |      | 인디라 간디               | 1966년 1월 24일  | 1977년 3월 24일  | 인도 국민회의       |
| 4         |  |      | 모라르지 데사이           | 1977년 3월 24일  | 1979년 7월 28일  | 자나타당            |
| 5         |  |      | 차란 싱                   | 1979년 7월 28일  | 1980년 1월 14일  | 자나타당            |
| (3)       |  |      | 인디라 간디(2차)          | 1980년 1월 14일  | 1984년 10월 31일 | 인도 국민회의       |
| 6         |  |      | 라지브 간디               | 1984년 10월 31일 | 1989년 11월 2일  | 인도 국민회의       |
| 7         |  |      | 비슈와나트 프라탑 싱      | 1989년 11월 2일  | 1990년 11월 10일 | 자나타당            |
| 8         |  |      | 찬드라 셰카르             | 1990년 11월 2일  | 1991년 6월 21일  | 사마즈와디 자나타당 |
| 9         |  |      | P. V. 나라심하 라오       | 1991년 6월 21일  | 1996년 5월 16일  | 인도 국민회의       |
| 10        |  |      | 아탈 비하리 바지파이      | 1996년 5월 16일  | 1996년 6월 1일   | 인도 인민당         |
| 11        |  |      | H.D. 데베 고다            | 1996년 6월 1일   | 1997년 4월 21일  | 자나타당            |
| 12        |  |      | 인데르 쿠마르 구지랄      | 1997년 4월 21일  | 1998년 3월 19일  | 자나타당            |
| (10)      |  |      | 아탈 비하리 바지파이(2차) | 1998년 3월 19일  | 2004년 5월 22일  | 인도 인민당         |
| 13        |  |      | 만모한 싱                 | 2004년 5월 22일  | 2014년 5월 26일  | 인도 국민회의       |
| 14        |  |      | 나렌드라 모디             | 2014년 5월 26일  |                  | 인도 인민당         |

## 같이 보기
- 인도의 대통령